# 倉戸ヨシヤ
倉戸 ヨシヤ（くらと ヨシヤ、1936年 - ）は臨床心理学者。クリスチャンの家系に生まれ、名前の「ヨシヤ」も聖書からとったものである。妻は倉戸由紀子であり、夫婦共に人間性心理学やゲシュタルト療法の研究に従事している。
大阪市立大学名誉教授。
同志社高等学校を経て、1959年同志社大学文学部心理学専攻卒業、大阪社会事業短期大学助手。
"マサチューセッツ大学アマースト校"大学院教育学部カウンセリング専攻博士課程修了M.Ed.、Ed.D.サンフランシスコ州立大学専任講師・カウンセラー
日本心理臨床学会理事、同編集委員、同倫理委員、現在名誉会員、日本人間性心理学会理事長、大阪府臨床心理士会会長などを歴任した。
日本のゲシュタルト療法の第一人者。「フンフンハアハアのカウンセリングじゃダメだ！」とよく口にするが、エセロジャリアンに対する叱咤だと思われる。
ロジャーズについては、「“うつ”“発達障害”“危機介入”など、現代の問題についてどう対処するのか、現代のロージャリアンに一考を促したいと思っている。」とインタビューに答えている。
「オフィスくらと」「日本ゲシュタルト療法研究所」代表。
「日本臨床ゲシュタルト療法学会」設立同人、初代理事長。2018年、第28回日本心理臨床学会学会賞受賞。

## 経歴
- 甲南大学、鳴門教育大学、大阪市立大学生活科学部教授、関西大学社会学部教授、福島学院大学上智大学グリーフケア研究所客員所員を経て現在個人開業。

## 主な著書
- 『ゲシュタルト療法 その理論と心理臨床例 （２１世紀カウンセリング叢書）』駿河台出版社、2011年[5]
- 『心理臨床の視座の転換をめざして』ナカニシヤ出版、2018年[6]